# Draft de la NBA Development League de 2016
El Draft de la NBA Development League de 2016 se celebró el día 30 de octubre de 2016. Constó de seis rondas.

## Selecciones del draft
| PG | Base | SG | Escolta | SF | Alero | PF | Ala Pívot | C | Pívot |

| ^ | Denota jugador que ha sido seleccionado para un NBA Development League All-Star Game(s)                                         |
| * | Denota jugador que ha sido seleccionado para un NBA Development League All-Star Game(s) y también elegido en el Draft de la NBA |
| † | Denota jugador elegido también en el Draft de la NBA                                                                            |

### Primera ronda
| Pick | Jugador           | Pos. | Nacionalidad   | Equipo                                  | Universidad / Club   |
| ---- | ----------------- | ---- | -------------- | --------------------------------------- | -------------------- |
| 1    | Anthony Brown†    | F    | Estados Unidos | Erie Bayhawks                           | Stanford             |
| 2    | Jaleel Roberts    | C    | Estados Unidos | Santa Cruz Warriors                     | UNC-Asheville        |
| 3    | Alex Hamilton     | G    | Estados Unidos | Oklahoma City Blue (via Santa Cruz)     | Louisiana Tech       |
| 4    | Travis Leslie†    | G    | Estados Unidos | Fort Wayne Mad Ants                     | Georgia              |
| 5    | Chris Horton      | F    | Estados Unidos | Grand Rapids Drive (via Salt Lake City) | Austin Peay          |
| 6    | Dallas Lauderdale | F    | Estados Unidos | Fort Wayne Mad Ants (via Maine)         | Ohio St              |
| 7    | Brannen Greene    | G    | Estados Unidos | Delaware 87ers                          | Kansas               |
| 8    | Michael Bryson    | G    | Estados Unidos | Northern Arizona Suns                   | UC Santa Barbara     |
| 9    | Keith Hornsby     | G    | Estados Unidos | Texas Legends                           | LSU                  |
| 10   | LaDontae Henton   | F    | Estados Unidos | Santa Cruz Warriors                     | Providence           |
| 11   | Quinton Chievous  | G    | Estados Unidos | Iowa Energy                             | Tennessee            |
| 12   | Aaron Thomas      | G/F  | Estados Unidos | Windy City Bulls                        | Florida St           |
| 13   | Shonn Miller      | G/F  | Estados Unidos | Greensboro Swarm                        | Cornell              |
| 14   | Boris Dallo       | G    | Francia        | Long Island Nets                        | Francia              |
| 15   | Jaylen Bland      | G    | Estados Unidos | Salt Lake City Stars                    | UC Riverside         |
| 16   | Max Hooper        | SG   | Estados Unidos | Westchester Knicks                      | Oakland              |
| 17   | T.J. Price        | G    | Estados Unidos | Rio Grande Valley Vipers                | Western Kentucky     |
| 18   | Maurice Bolden    | SF   | Estados Unidos | Austin Spurs                            | Southern Mississippi |
| 19   | Roosevelt Jones   | SG   | Estados Unidos | Canton Charge                           | Butler               |
| 20   | Adam Woodbury     | C    | Estados Unidos | Maine Red Claws                         | Iowa                 |
| 21   | Ameen Tanksley    | SG   | Estados Unidos | Rio Grande Valley Vipers                | Hofstra              |
| 22   | Ike Nwamu         | SG   | Nigeria        | Sioux Falls Skyforce                    | UNLV                 |

### Jugadores destacados de otras rondas
| Ronda | Pick | Jugador             | Pos. | Nacionalidad   | Equipo               | Universidad / Club |
| ----- | ---- | ------------------- | ---- | -------------- | -------------------- | ------------------ |
| 2     | 16   | Roosevelt Jones     | G    | Estados Unidos | Canton Charge        | Butler             |
| 2     | 38   | Benito Santiago Jr. | G    | Puerto Rico    | Delaware 87ers       | Cumberlands        |
| 3     | 49   | Carl Ona-Embo       | G    | Francia        | Salt Lake City Stars | Francia            |
| 4     | 76   | Palpreet Singh Brar | F/C  | India          | Long Island Nets     | India              |
| 6     | 99   | Matthew Adekponya   | G    | Australia      | Grand Rapids Drive   | Australia          |
| 6     | 105  | Bobby Ray Parks Jr. | G    | Filipinas      | Westchester Knicks   | Filipinas          |